# David Roddy
David Michael Roddy, né le 27 mars 2001 à Apple Valley dans le Minnesota, est un joueur américain de basket-ball. Il évolue aux postes d'ailier et d'ailier fort.

## Biographie

### Carrière universitaire
Entre 2019 et 2022, il joue pour les Rams de Colorado State.

### Carrière professionnelle

#### Grizzlies de Memphis (2022-2024)
Lors de la draft 2022, il est choisi en 23e position par les 76ers de Philadelphie. Il est ensuite transféré vers les Grizzlies de Memphis avec Danny Green en échange de De'Anthony Melton.

#### Suns de Phoenix (2024)
En février 2024, il est transféré aux Suns de Phoenix.

#### Hawks d'Atlanta (2024-février 2025)
Fin juillet 2024, il est transféré du côté des Hawks d'Atlanta en échange d'E. J. Liddell. Il est coupé en février 2025.

#### 76ers de Philadelphie (février-mars 2025)
Le 11 février 2025, il signe un contrat de 10 jours avec les 76ers de Philadelphie. Le 22 février 2025, il est prolongé aux 76ers sous la forme d'un contrat two-way. Il est coupé début mars 2025.

#### Rockets de Houston (depuis mars 2025)
Début mars 2025, il rebondit aux Rockets de Houston via la signature d'un contrat two-way.

## Statistiques

### Universitaires
| Saison    | Équipe         | Matchs | Titul. | Min./m | % Tir | % 3pts | % LF | Rbds/m. | Pass/m. | Int/m. | Ctr/m. | Pts/m. |
| --------- | -------------- | ------ | ------ | ------ | ----- | ------ | ---- | ------- | ------- | ------ | ------ | ------ |
| 2019-2020 | Colorado State | 32     | 19     | 25,6   | 46,5  | 19,5   | 73,9 | 5,60    | 1,80    | 0,60   | 0,80   | 11,40  |
| 2020-2021 | Colorado State | 28     | 26     | 31,5   | 51,2  | 27,8   | 78,9 | 9,40    | 2,60    | 0,90   | 0,70   | 15,90  |
| 2021-2022 | Colorado State | 31     | 31     | 32,9   | 57,1  | 43,8   | 69,1 | 7,50    | 2,90    | 1,20   | 1,10   | 19,20  |
| Carrière  | Carrière       | 91     | 76     | 29,9   | 52,2  | 31,9   | 73,9 | 7,40    | 2,40    | 0,90   | 0,80   | 15,50  |

## Palmarès
- Joueur de l'année de la conférence Mountain West (2022)
- 2× First-team All-Mountain West (2021, 2022)
- AP Honorable mention All-American (2022)